# Krasznai Iván
Krasznai Iván (Budapest, 1912. november 27. – Budapest, 1987. május 17.) belgyógyász, igazgató-főorvos.

## Élete
Krasznai Aladár (1880–1963) vállalati igazgató és Eckstein Dóra (1878–1962) gyermekeként született asszimilálódott zsidó családban. Apja 1906-ban magyarosította családnevét Krauszról Krasznaira.
Középiskolai tanulmányait a Budapesti Református Gimnáziumban végezte, ahol 1930-ban jeles eredménnyel tett érettségit. 1933. november 24-én kikeresztelkedett az evangélikus vallásra. A budapesti Pázmány Péter Tudományegyetemen 1936. szeptember 19-én avatták orvosdoktorrá. Orvosi oklevelének megszerzése után körkórházi orvosként dolgozott, a Park Szanatórium alorvosa volt, s belgyógyászatból szakorvosi vizsgát tett. A második világháborút követően a MABI Központi Kórház (átszervezés után OTI Péterffy Sándor utcai Kórház) belgyógyászati osztályának orvosa volt, majd a Róbert Károly körúti Közkórházhoz került, ahol 1951-től 1974-ig betöltötte a kórház igazgatói tisztségét, és mellette a belgyógyászati osztályt vezette. 1977-ben a XIII. kerületi tanács végrehajtó bizottsága egyesített gyógyító-megelőző intézményének osztályvezető főorvosi állásából vonult nyugállományba.
1945-től a Független Kisgazdapárt, majd a Magyar Dolgozók Pártjának és utódpártjának, az MSZMP-nek a tagja volt.
Felesége dr. Gondos Klára (1911–1970) gyermekorvos volt, Gondos Bernát magánhivatalnok és Siegler Jolán tanítónő lánya, akit 1940-ben Budapesten vett nőül. Egyik gyermekük dr. Krasznai Péter Zsigmond (1942) szülész-nőgyógyász.

## Művei
- Vesetumort utánzó hydrops vesicae felleae esete. Vajda Dezsővel. (Orvosok Lapja, 1947, 52.)
- A tetraaethylammoniumbromid alkalmazása hypertonia-betegségben. Csia Pállal, R. Gally Máriával és Zselényi Dénessel. (Orvosi Hetilap, 1954, 7.)
- Újszülöttek vérképe. (Gyermekgyógyászat, 1956, 1.)
- Tapasztalataink Dihydrochlorothiaziddal. Kovács Ervinnel, Parady Zoltánnal és Udvarhelyi Ágostonnal. (Orvosi Hetilap, 1959, 25.)
- Lymphosarcomával szövődött secundaer purpura hyperglobulinaemica (Waldenström). Porkoláb Erzsébettel, Ábrahám Karolával. (Orvosi Hetilap, 1961, 28.)
- Hypercholesterinaemiás betegek kezelése a serum cholesterin szintet csökkentő szerekkel. Kovács Ervinnel, Udvarhelyi Ágostonnal, Parády Zoltánnal. (Orvosi Hetilap, 1963, 12.)
- Szérum koleszterin szint és életkor. Tuzson Pálnéval, Kertai Pállal, Nagy Erzsébettel. (Orvosi Hetilap, 1965, 48.)

## Díjai, elismerései
- Kiváló orvos (1955)[9]
- Szocialista Munkáért (1959)[10]
- Felszabadulási Jubileumi Emlékérem (1970)
- Munka Érdemrend arany fokozata (1977)[11]